# Anthonyrullen

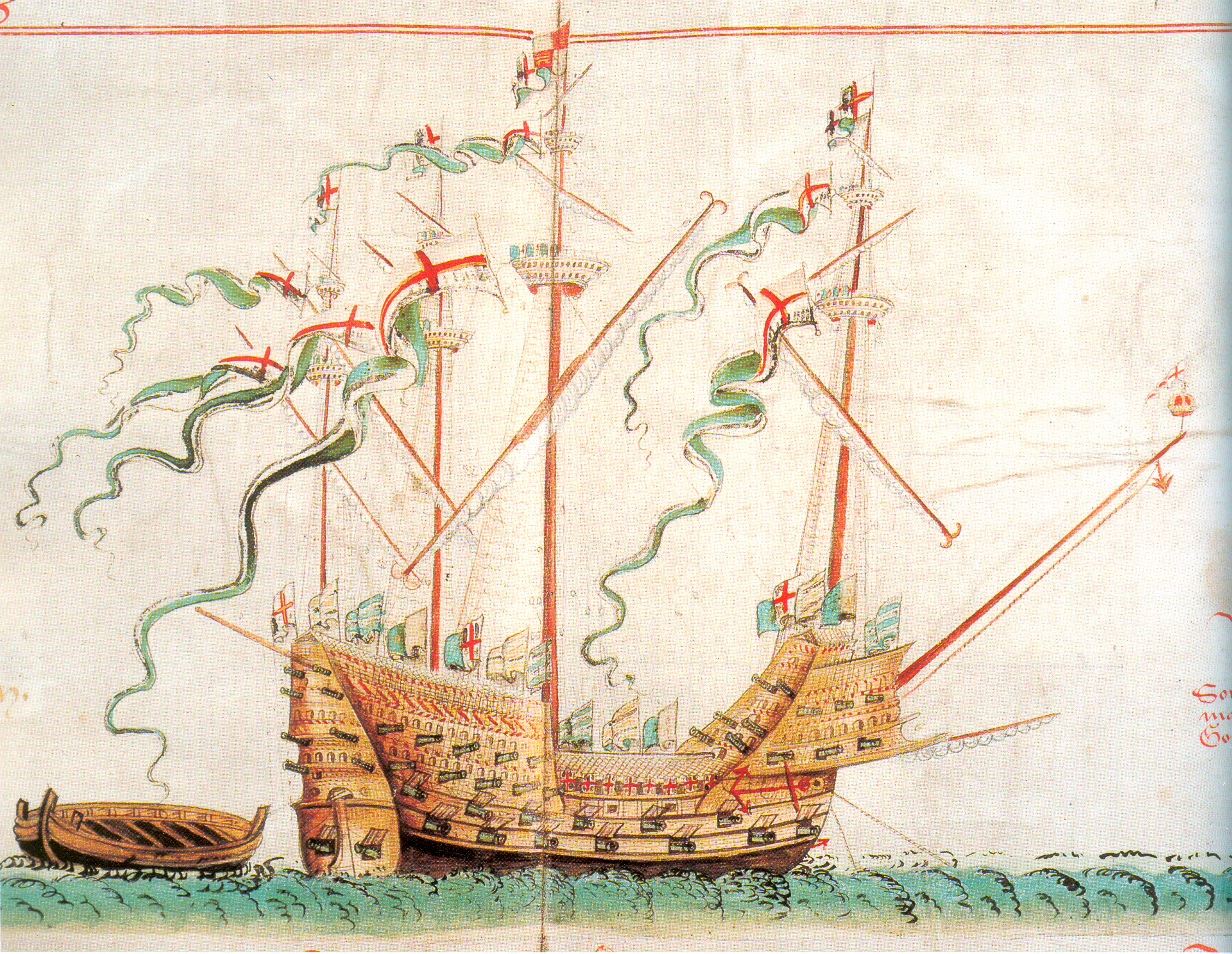
Den första illustrationen i den första rullen av Henry Grace à Dieu, det största skeppet i den engelska flottan under Henrik VIII.

Anthonyrullen (engelska: the Anthony Roll) är en förteckning över skepp i den engelska flottan som den såg ut i mitten av 1540-talet under Henrik VIII. Den har fått sitt namn efter Anthony Anthony, dess författare och illustratör. Den bestod ursprungligen av tre rullar i veläng, en typ av pergament, och innehåller illustrationer av 58 fartyg samt förteckningar över deras storlek, besättning, bestyckning och utrustning. De tre rullarna överlämnades till Henrik VIII 1546 och förvarades senare i det kungliga biblioteket. År 1680 gav Karl II två av rullarna till Samuel Pepys, som senare lät dem bindas i bokform som en volym som numera finns i Pepys Library vid Magdalene College i Cambridge. Den tredje rullen förblev i sin ursprungliga form i de kungliga samlingarna och övergick från Vilhelm IV till dennes dotter, som i sin tur sålde den till British Museum 1858, varifrån den sen övergick i British Librarys ägo.
Anthonyrullen är den enda kända fullt illustrerade förteckningen över fartyg i den engelska flottan från tudorperioden (1485–1603). Illustrationerna i rullarna har beskrivits som utförda i en "naiv stil [med] konformitet till ett visst mönster" med ett konstnärligt kunnande "som överensstämmer med färdigheterna hos en statlig tjänsteman med ett rimligt amatörmässigt grepp om form och färg". Inventarielistorna har varit värdefulla som historiska källor, men illustrationerna av fartygen har varit mindre användbara eftersom de är enkla och gjorda efter en form av schablon. Detaljer i fråga om de enskilda fartygens konstruktion, bestyckning och särskilt riggen har visat sig vara högst ungefärliga. Trots det så har återgivningar av fartygens ceremoniella utsmyckningar varit användbara för studier av tudorperiodens heraldik, flaggor och fartygsutsmyckning.
De enda kända avbildningarna av kända fartyg från tudorperioden, som Henry Grace à Dieu och Mary Rose finns i Anthonyrullen. Eftersom Mary Rose sjönk nästan så gott som oskadd och bärgades framgångsrikt 1982 har man kunnat jämföra informationen i rullarna med de fysiska kvarlevorna av Mary Rose, något som har bidragit till bättre förståelse för 1500-talets marina historia.

## Författaren och illustratören
Anthony Anthony har identifierats som rullarnas upphovsman genom sin signatur, som har kunnat jämföras med hans underskrifter i brev som återfunnits i den kungliga engelska administrationens State Papers. Hans far var en flamländare vid namn William Anthony (död 1535), en ölleverantör för armén från Middelburg i Zeeland som hade flyttat till England 1503. Anthony följde i sin fars fotspår och gav sig in i ölbranschen någon gång före 1530 och hade som huvudsysselsättning att leverera öl till den engelska flottan. År 1533 blev han utsedd till kanonskytt vid Towern i London, en anställning han behöll på pappret till sin död. Han avancerade till förman vid Ordnance Office, artillerimyndigheten, och det var som tjänsteman där som han färdigställde rullarna. År 1549 befordrades han till överförman (master surveyor) för artilleriet vid Towern, Calais, Boulogne och flera andra orter på livstid. Han fortsatte att förse den engelska militären med artilleri och var aktiv de sista månaderna av sitt liv med att leverera kanoner för ett anfall mot Le Havre.
År 1939 föreslog den nederländska historikern Nicholas Beets att den flamländske konstnären och kartografen Cornelis Antoniszoon (cirka 1507–53) kan ha varit bror till Anthony Anthony. Trots att Beets förslag var helt och hållet hypotetiskt så togs tråden upp av Geoffrey Callender i Mariner's Mirror (en engelskspråkig tidskrift för marinhistoria) 1963 och har sedan dess återgetts av ett flertal andra författare. William Anthonys testamente nämnde inga andra söner och Anthoniszoon tros ha varit son till Antonis Egbertson och dottern till Jacob Corneliszoon van Oostzanen. Att Cornelis och Anthony är besläktade är, som Ann Payne påpekat, "får man förmoda inte omöjligt men det finns mycket lite belägg för att de går att sammankoppla överhuvudtaget".

## Manuskripthistorik

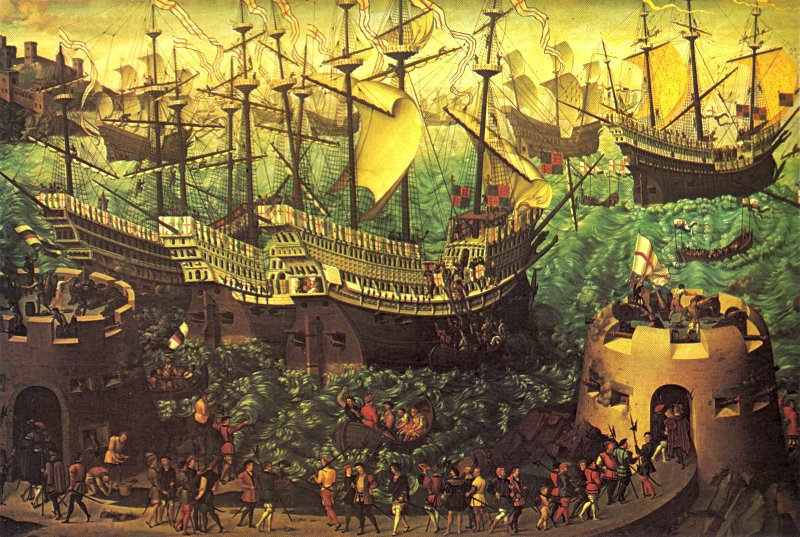
The Embarkation of Henry VIII at Dover ("Henrik VIII:s embarkering till Dover"), en samtida målning som likt Anthonyrullen var tänkt att visa upp kunglig auktoritet och militär makt.

Skeppsporträtten hade vid mitten av 1500-talet en etablerad ställning inom maritim konst, från medeltida sigill och mynt till gravyrer från 1400-talet. Den okomplicerad profilbilden av fartyg till sjöss med hissade segel, men oftast utan någon besättning, hade en stark ställning som det bästa sättet att dokumentera fartygskonstruktioner. Anthonyrullen tillhör en genre av verk som hade två syften; som lagom informativa sammanfattningar av skepp eller strategiskt viktiga kuststräckor kunde de peka på styrkor och svagheter i det egna försvaret; som skrytsamma och levande avbildningar av tudordynastins militärmakt kunde de användas för att smickra kungen och hans stab, imponera på hovet och framhäva rikets krigiska egenskaper inför utländska sändebud. Samtida kartor (på tidigmodern engelska: plats) utsmyckades som regel med detaljrika bilder av skepp för att skilja vatten från land, men i lika hög grad för att ingjuta liv och rörelse i bilderna. Under kung Henrik VIII utökades flottan kraftigt och han var känd för ett stort marint intresse, något som den episka målningen Embarkation of Henry VIII at Dover tydligt visar.
Det finns tre dylika plats, det vill säga kartor över sjöslag och andra marina företag, som har tillskrivits Anthony Anthony: Anna av Kleves färd från Nederländerna till England (1539), ett franskt anfall mot en kustbefästning (okänt datum) och en fransk räd mot Brighton (juli 1545). Det konstnärliga utförandet av skeppen i dessa avbildningar, särskilt räden mot Brighton, ligger nära utseendet på skeppen i rullarna. Man vet inte exakt när arbetet med rullarna påbörjades eller när det avslutades. Det enda som är säkerställt är att rullarna överlämnades till kungen samma år som de daterades, 1546. Att Mary Rose, som sjönk vid slaget vid the Solent 19 juli 1545, finns med bland skeppen betyder inte att arbetet påbörjades innan hon sjönk eftersom det ansågs realistiskt att bärga henne så sent som 1549. Galeaserna Antelope, Hart, Bull och Tiger var fortfarande under byggnation i mars 1546 och Hart sjösattes inte förrän i oktober det året. Samtidigt saknas Galley Blanchard som tillfångatogs från fransmännen 18 maj 1546.

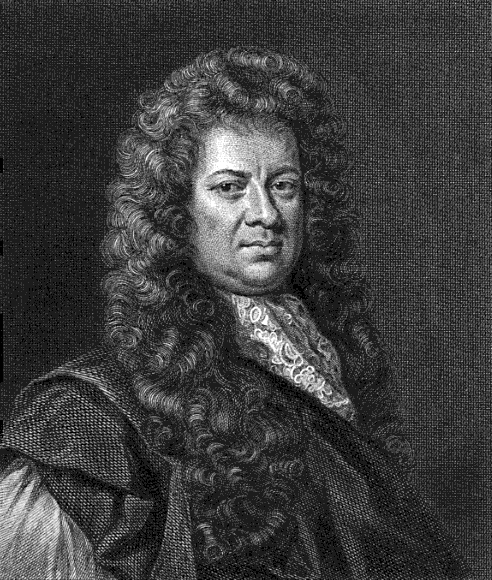
Samuel Pepys 1689. Pepys var ägare till två av rullarna som han lät dela upp och binda till en samlad volym.

Efter att rullarna presenterats för kungen arkiverades de i de kungliga samlingarna och den första och tredje rullen överlämnades 1680 av Karl II till Samuel Pepys, tidigare högt uppsatt tjänsteman vid amiralitetet. Pepys avslöjade inte omständigheterna kring överlämnandet av rullarna, men man har utgått från att gåvan var kopplad till ett möte med Karl där Pepys nedtecknade kungens berättelse om hur han lyckades fly vid slaget vid Worcester 1651. Tanken var att Pepys skulle redigera och ge ut en bok som beskrev den redan berömda händelsen, något som dock aldrig genomfördes. Man vet också att Pepys planerade att skriva den engelska flottans historia och att han samlade material för det ändamålet, men att han aldrig hann fullborda projektet. Det anses sannolikt att kung Karl kände till Pepys planer och därför gav honom två av rullarna antingen som en gåva eller som betalning för en framtida utgivning av berättelsen om hans flykt. Den andra rullen kunde vid det tillfället inte hittas och det var inte förrän 1690 som den återfanns av Henry Thynne, anställd vid det kungliga biblioteket 1677–89 och nära vän till Pepys. Thynne ordnade så att Pepys kunde göra kopior av några av illustrationerna, men 1690 var Karl II död och Jakob II hade fallit i onåd efter den ärorika revolutionen. Pepys avgick från sin post vid amiralitetet samma år och vägrade att erkänna Willhelm och Maria IIs regim, vilket innebar att införskaffandet av den sista rullen blev utsiktslöst. Sammanställningen av den första och andra rullen i en volym antas därför ha genomförts runt den här tiden. Efter Pepys död 1703 ärvde hans systerson John Jackson hela hans bibliotek. Jackson dog 1724 och lämnade biblioteket, inklusive volymen med rullarna, till Pepys gamla lärosäte Magdalene College vid Cambridge där de återfinns än idag.
Den andra rullen ansågs som förkommen på 1780-talet, men var i själva verket i den kungliga familjens ägo. Vilhelm IV hade gett den till Mary FitzClarance, en av sina oäkta döttrar med kurtisanen Dorothea Jordan. År 1824 gifte sig Mary med Charles Robert Fox, generalmajor och 1832–35 innehavare av samma ämbete som Anthony Anthony hade haft tre sekel tidigare. Fox var bibliofil och var troligen väl medveten om rullens värde, men dess öde förblev okänt för omvärlden. År 1857 visades Frederic Madden, manuskriptansvarig vid British Museum, den andra rullen och blev informerad om att Mary Fox önskade sälja den. Efter förhandlingar såldes den för 15 pund till British Museum och blev benämnd Additional MS 22047. Man lät den förbli i sitt ursprungliga utförande som velängrulle och den har sedan 1999 ingått i British Librarys manuskriptsamling i St. Pancras i London.
Anthonyrullen har ofta använts som en primärkälla för forskning om den engelska flottan under 1500-talet, men den fullständiga texten och samtliga illustrationer samlades inte i en enda volym förrän 2000.

## Beskrivning

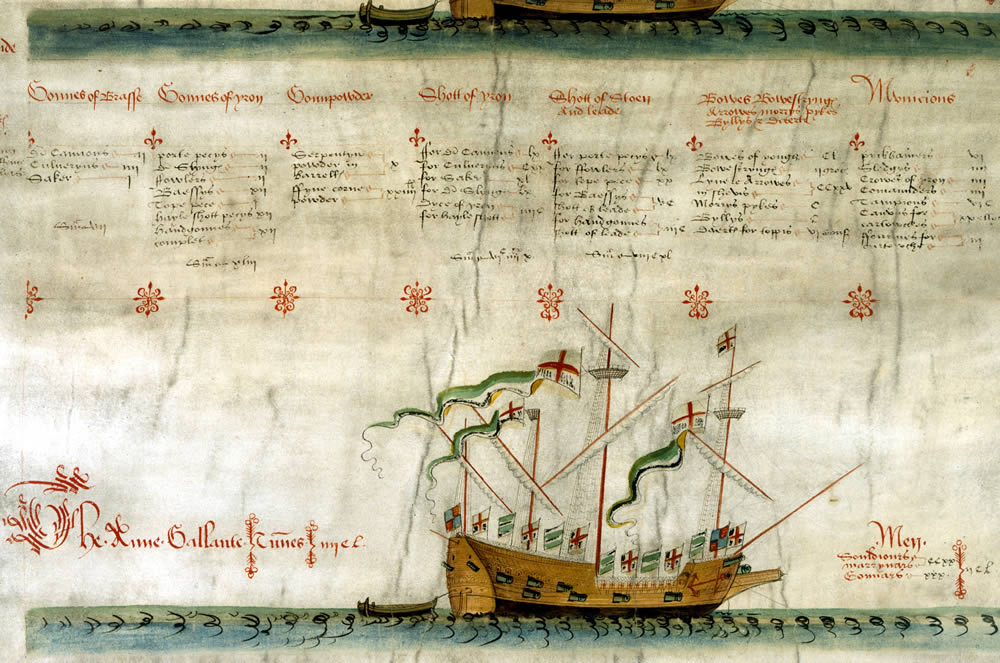
En sektion av den andra rullen som visar hur text och bild är disponerade. Information om samtliga fartyg står i kolumner under illustrationen. I den här bilden visar man texten som tillhör Grand Mistress ("Stora mätressen", här endast delvis synlig) och illustrationen till galeasen Anne Gallant.

Anthonyrullen var ursprungligen en uppsättning av tre rullar i veläng, en sorts pergament. Idag utgörs den av en bunden volym som innehåller den första och andra rullen medan den andra rullen fortfarande kvarstår i sin ursprungliga form. De tre originalrullarna bestod av enskilda membran som limmades fast på baksidan av det följande membranet. Membranen hade en enhetlig bredd på 70 cm och en längd som varierar mellan 79 och 96 cm. Efter att Pepys fick den första och tredje rullen skar hans anställda upp rullarna och band de i en samlad volym som en bok, numera känd som Pepys 2991. Därmed upprättades en horisontell sidstruktur och delar av den ursprungliga ornamentiken som förlorades i bindningen kopierades för hand till volymen. Pepys såg också till att lägga till sammanfattningar mellan de två rullarna och en sammanfattande tabell som inte var Anthonys, men som kan antedateras Pepys omstrukturering av rullarna. Den bryska behandlingen av originaldokumenten har lett till skador på vissa illustrationer och anses idag ha varit olämplig. De första tre illustrationerna av Henry Grace à Dieu, Mary Rose och Peter Pomegranate var för stora för att få plats på en sida och blev därför tvåsidiga uppslag. Samtliga har därför fått veck mitt i teckningarna som har lett till ett märkbart slitage. Det finns dock inga planer på att försöka återskapa de andra och tredje rullarnas ursprungliga form. Den andra rullen, British Library Additional MS 22047, finns fortfarande i sitt ursprungsskick med undantag för en påskrift av Mary Fox från 1857 samt en smärre skada från en applikation av kemikalier för att få bleknad skrift att framträda tydligare.
De tre rullarna listar skepp efter klass grovt baserat på storlek och konstruktionstyp. Vart och ett av skeppen presenteras med namn, tonnage storlek på besättning samt listor över artilleripjäser, ammunition, personvapen och annan utrustning. Den första rullen innehåller karracker och en slup (se nedan för förklaring), och börjar med det största skeppet, Henry Grace à Dieu ("Henrik av Guds nåde"). Den andra rullen innehåller galeaser, en hybrid av galär- och segelfartyg, och ett vanligt galärfartyg. Den tredje och sista rullen innehåller slupar och en typ av små galärfartyg (rowbarges) som båda kan räknas som mindre varianter av galeaserna.

## Konstnärlig analys

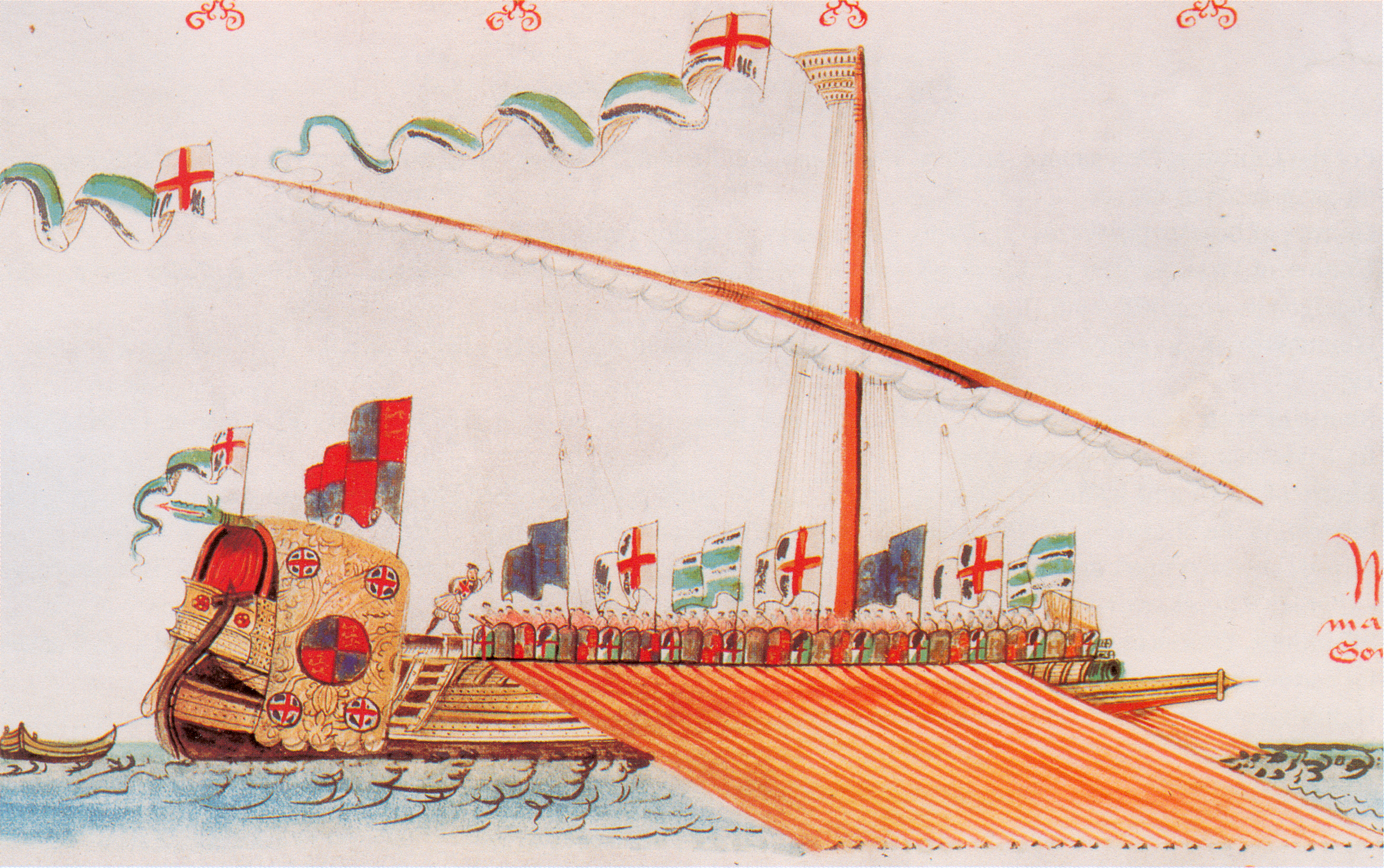
Galley Subtle ("Smala galären"), en galär av medelhavstyp som utgjorde den optiska mittpunkten för de tre rullarna och den avbildning som uppvisar den högsta konstnärliga kvaliteten.

Anthony Anthony saknade formell konstnärlig skolning. Illustrationerna har beskrivits som "slående och djärvt utförda men [...] har få anspråk på att vara fin konst." Fartygen är för det mesta tecknade efter en standardiserad mall med tydliga upprepningar även i de mer utförliga avbildningarna. Anthony's konstnärliga stil kännetecknas av en "naiv stil och konformitet till ett visst mönster [...] som överensstämmer med färdigheterna hos en statlig tjänsteman med ett rimligt amatörmässigt grepp om form och färg."
Rullarna är alla av ungefär samma längd, cirka 5,5 meter, och var troligen avsedda att visas upp sida vid sida på ett bord eller på en vägg. Fokus för kompositionen är mitten av den andra rullen som avbildar Galley Subtle ("Smala galären"). Att just det fartyget avsågs vara mittpunkten för verket är uppenbart av slupen Mary James närvaro i den första rullen, som annars är reserverad för segelskepp. Det verkar som om den ursprungligen tillhörde början på den tredje rullen, bland andra slupar och små galärer (rowbarges) men att den klipptes bort och flyttades för att jämna ut längden på den första rullen. Enligt den syn på fursten som rådde under renässansen och som var inspirerad av hoven i Sydeuropa hade kung Henrik också en särskild förkärlek för galärer, något som Anthony skulle ha varit väl medveten om.
Text, inramningar och blomsterdekorationer kring illustrationerna är målade i rött eller svart med undantag för de tre första skeppen i den första rullen, som också innehåller guldfärg. De flesta av skeppsmålningarna skissades först med blyerts och målades sen över med pensel. Skroven går i en ljusbrun nyans med skuggningar i för och akter för att ge en djupkänsla, dekor och ankare är framhävda med rött och kanonerna med grönt. Konturerna är målade med svart och vattnet med nyanser som varierar från "gråaktigt grönt" till "fylligare blått".

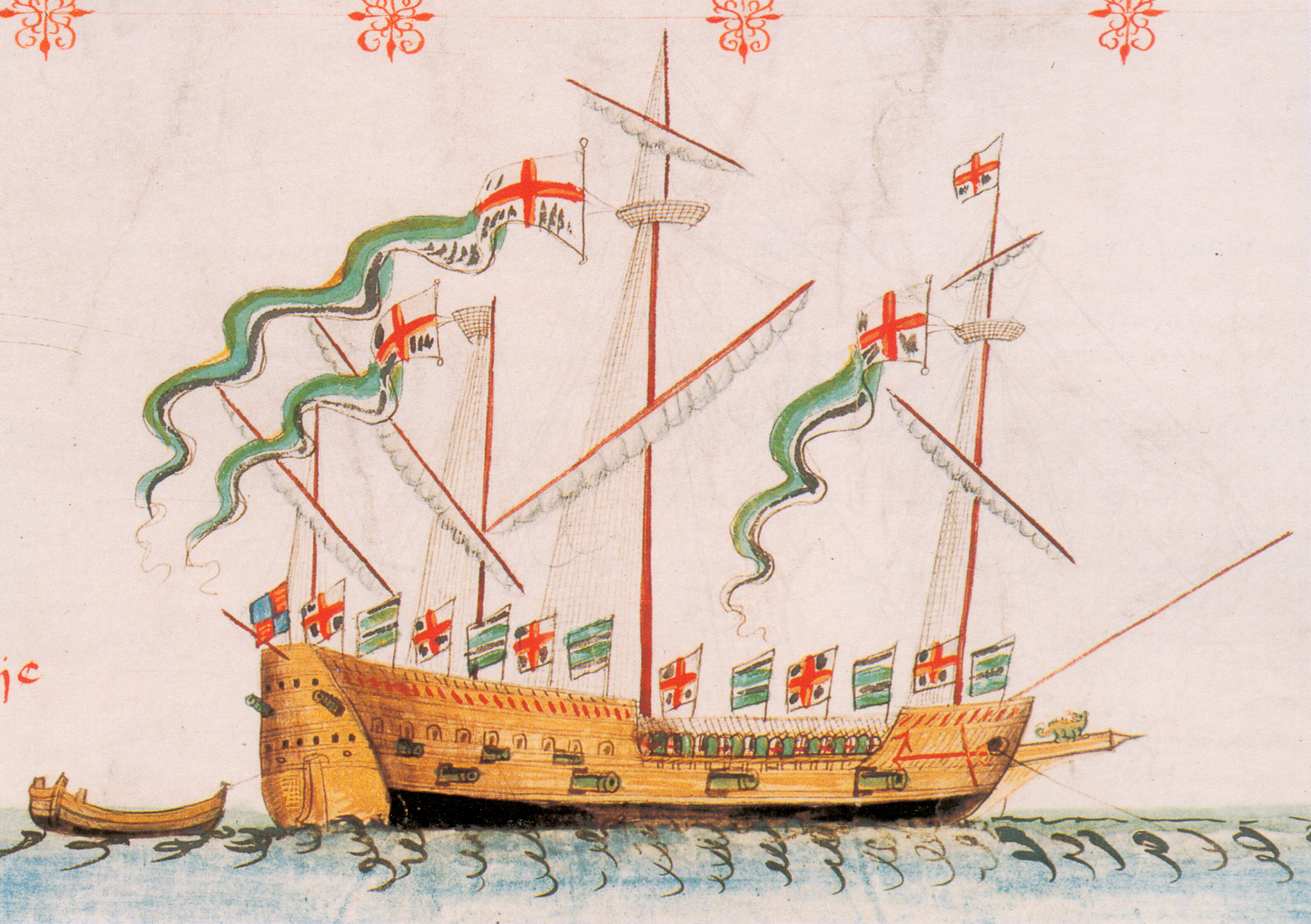
Salamander, en galeas och krigsbyte från den franska flottan och ett av endast tre fartyg i Anthonyrullen som har en synlig galjonsfigur.

De första två rullarna utfördes med ungefär lika hög detaljrikedom, medan de mindre roddfartygen i den tredje rullen utfördes med mindre noggrannhet. De två första skeppen i den första rullen, Henry Grace à Dieu och Mary Rose, bär spår av ett rutmönster, något som tyder på att de överförts från en förlaga medan resten är gjorda på frihand. Överlag följer fartygsillustrationerna en specifik formel för varje typ av skepp. De enda undantagen är låringsgallerierna på några av galeaserna och galjonsfigurerna på Mary Rose, Salamander och Unicorn ("Enhörningen"), de båda senare krigsbyten tagna från fransmännen 1544. Det iögonfallande undantaget är Galley Subtle ("Smala galären") som finns i mitten av den andra rullen. Den är mer lik galärfartyg av medelhavstyp än galeaserna och de små roddfartygen och uppvisar en detaljrikedom som inte finns i någon av de andra illustrationerna. Det är det enda fartyget med en synlig besättning, i det här fallet roddare bakom en rad paveser, höga sköldar, som skydd mot fientlig beskjutning samtidigt som ett befäl iklädd en platt mössa, lång jacka med heraldiskt mönster och säckiga byxor svingar en batong eller taktpinne, som om han höll takten för roddarna.

## Användning som historisk källa
Anthonyrullen har varit en värdefull historisk källa trots att den har vissa svagheter. Förteckningen över de enskilda fartygens kanoner överensstämmer endast ungefärligt med illustrationerna. Riggen är också endast ungefärlig och har beskrivits av Margaret Rule, ansvarig för utgrävningarna av Mary Rose, som "en förvirrande uppsättning av vant, vevlingar och stag". I stort är illustrationerna korrekta, men vissa detaljer är påtaglig genom sin frånvaro, till exempel rösten (de horisontella utbyggnaderna vid sidorna, även kallade röstjärn) som gav spridning åt vanten (de vertikala rep som stabiliserar masterna längs sidorna) så att de inte skulle skava mot skrovet.

### Jämförelse medMary Rose

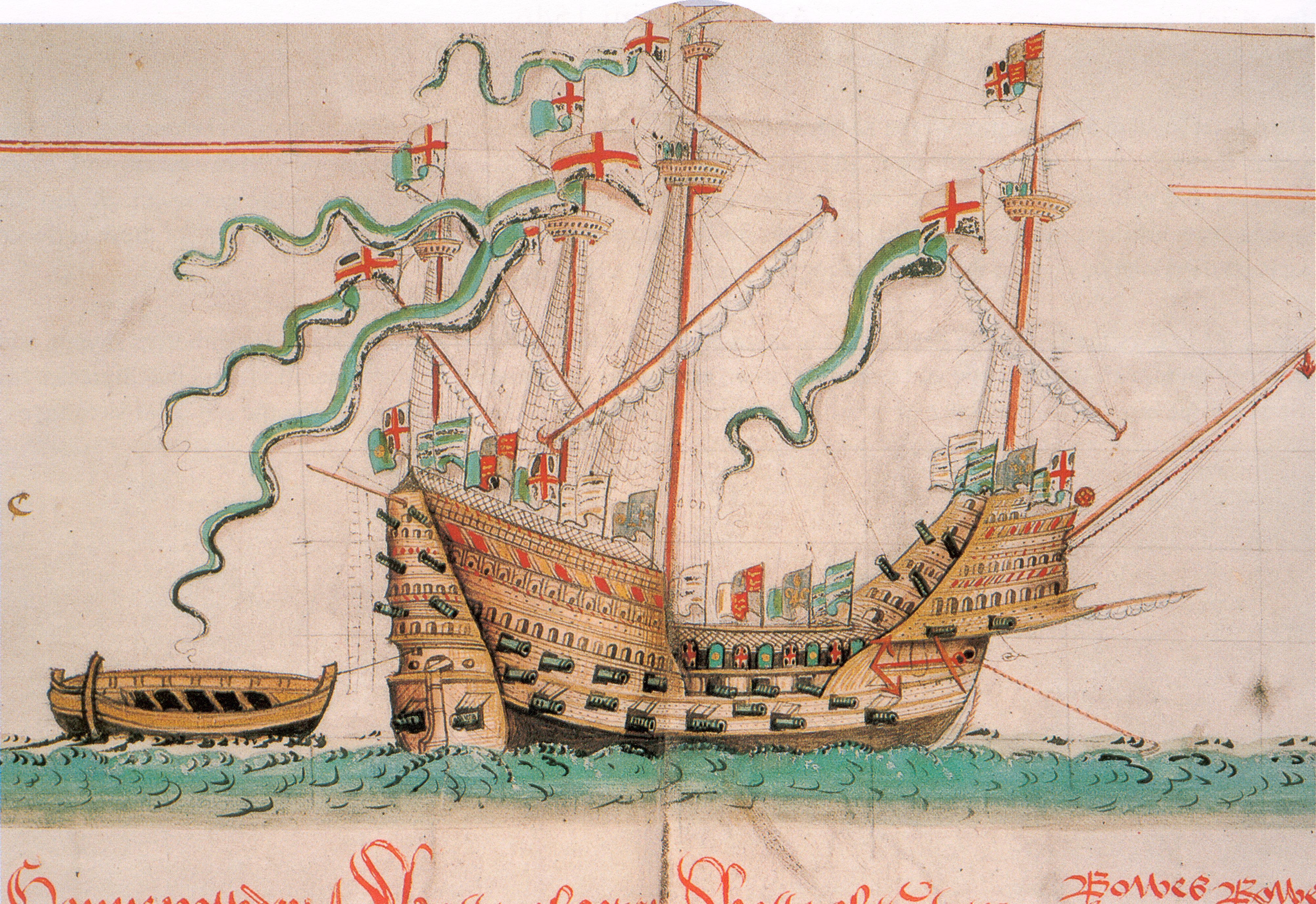
Avbildning av Mary Rose, som har jämförts med det bärgade vraket av det riktiga skeppet för att avgöra exaktheten i Anthony's skeppsillustrationer.

Jämförelser med den bärgade Mary Rose har erbjudit tillfälle att undersöka Anthonyrullens tillförlitlighet som källa. Illustrationen av skeppet har gett ledtrådar om det grundläggande utseendet, som antalet master och segel. I jämförelse med en inventarieförteckning av skeppet från 1514 är avbildningen i stort sett korrekt. En närmare undersökning av detaljer i konstruktionen visar dock att Anthony kostade på sig viss konstnärlig frihet. Bestyckningen i bilden framstår som uppenbart överdriven. De tunga kanonerna som pekar akterut genom kanonportar i akterspegeln precis ovanför vattenlinjen skulle inte ha varit möjliga på grund av en kraftiga lutningen på däcken akterut. Antalet kanonportar längs sidorna är också felaktiga eftersom de antyder att det fanns nio portar i något ojämna rader medan det i verkligheten endast fanns sju på batteridäcket. Exaktheten vad gäller förkastellet är svårt att fastställa eftersom inget av den strukturen överlevt, och motstridiga teorier om dess utseende har framförts.
Kanonerna som sticker ut ur baksidan av förkastellet, mot mellandäcket, har framstått som svårförklarliga; en teori är att de helt enkelt var ett sätt att kompensera för det faktum att kanonerna som satt i akterkastellet riktade förut, inte har kunnat avbildas på grund av att perspektivet för samtliga skepp är snett bakifrån. Listan över ammunition, små eldvapen, långbågar och pilar, pikar och hillebarder har alla bekräftats av de arkeologiska fynden, om än inte helt exakt. Som den källa som är närmast i tid till förlisningen av Mary Rose har Anthonyrullen varit av stor vikt för den arkeologiska undersökningen, särskilt för en bestämning av storleken på besättningen.

### Flaggor och utsmyckning

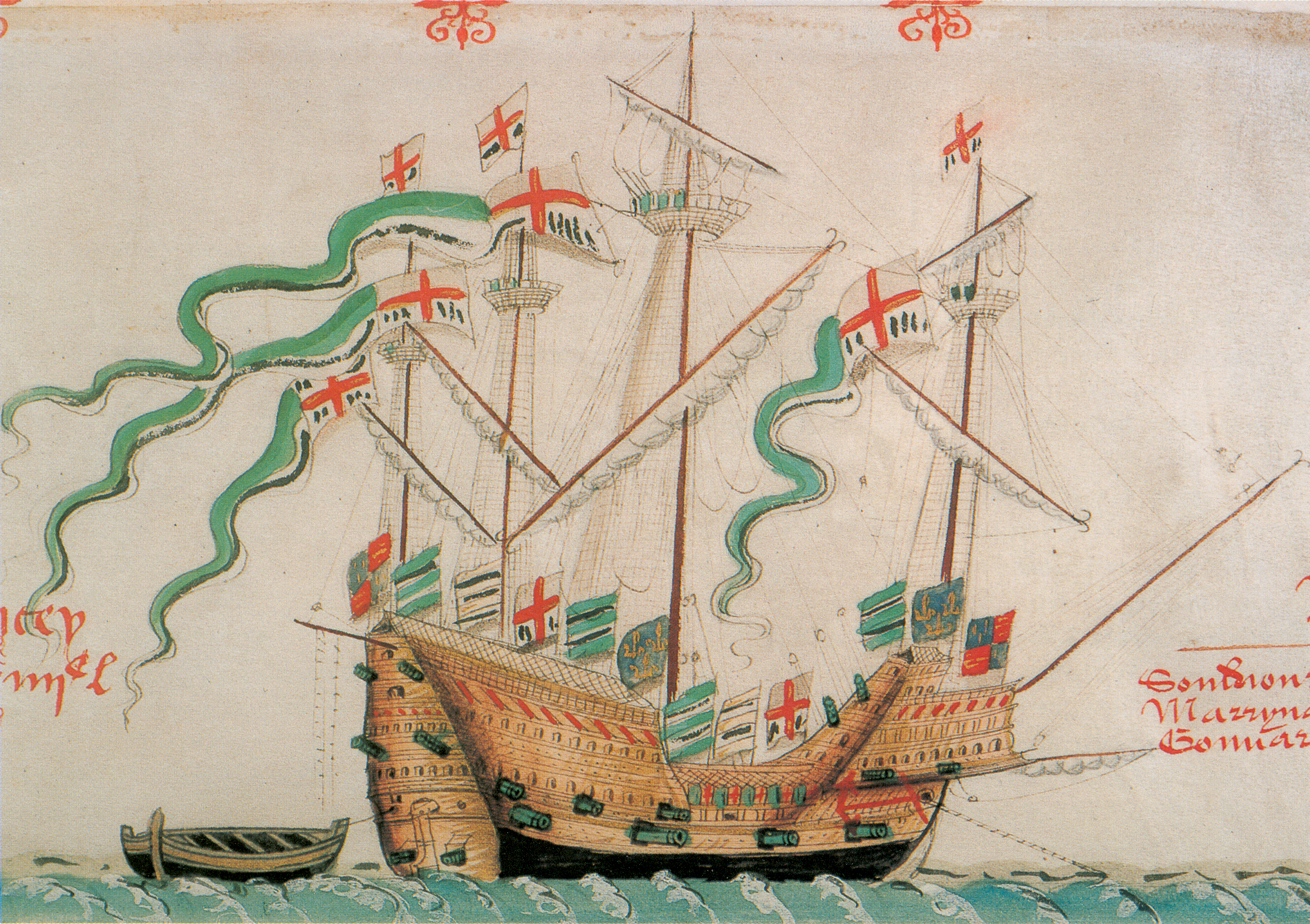
Karacken Pansy ("Pensén") med olika former av heraldiska standar och flaggor längs relingen.

Anthonyrullen innehåller detaljerad information om de olika flaggor som användes på fartygen. Enligt vexillologen Timothy Wilson är de avbildade flaggorna "den mest utförliga källan för de flaggor som användes ombord kung Henrik VIII:s fartyg, med större visuell detaljrikedom än alla andra källor sammantaget". Bland de mest iögonfallande inslagen är de ceremoniella bulsanerna som finns på samtliga fartyg i varierande omfattning. De har det röda georgskorset på vit bakgrund närmast flaggstången och en lång vimpel delat i grönt och vitt. Guldfärg användes i illustrationerna för att framhäva det röda och silver (numera oxiderat till svart) emot det vita. Den här konstnärliga tekniken var avsedd att återge effekten av vajande flaggor eller en faktiskt återgivning av den metalltråd eller -färg som ibland användes i flaggor.
Längs relingarna, och särskilt tydligt på karackerna och galären Galley Subtle, finns rader av baner och standar med olika heraldiska mönster: engelska riksvapnet, en eller tre franska liljor, georgskors, Henrik VIII:s monogram ("HR", "Henricus Rex") i guld på blått, tudordynastins gröna och vita vapenfärger samt något som har tolkats som en tudorros. Avbildningar av flaggor och standar på fartygen har tolkats som ungefärligt korrekta såväl heraldiskt som militärt, även om de inte här konsekventa. Det finns ett försök till att illustrera en befälshierarki genom placering av flaggor på masterna, men utan genomgående systematik. Några av de heraldiska symbolerna har beskrivits som "föga troliga" av 1900-talsheraldikern George Bellew, men har ändå tolkats som "rimliga" av Timothy Wilson.